# Catherine de Laval (Dame de Chauvigny)
Pour les articles homonymes, voir Catherine de Laval.
Catherine de Laval (dame de Chauvigny) est la fille de Guy XIII de Laval et d'Anne de Laval (1385-1466).

## Biographie

### Le sort des enfants
Pour l'Art de vérifier les dates, les enfants de la famille de Laval, à la mort de Guy XIII de Laval en 1414, étaient mineurs, il y a procès pour leur tutelle entre Raoul IX de Montfort, leur aïeul, et Anne, leur mère. 
Le 3 juin 1417, Raoul IX de Montfort profitant du grabuge apporté par Anne de Laval, fait valoir ses prétentions à obtenir la garde de ses petits-enfants. Il profite de la discorde de la mère et la fille pour la confusion des dites Anne et Jeanne est bon qu'il ait ladite garde, faisant ainsi courir le risque qu'il les éduque et les marie à sa convenance, ou pire, qu'il récupère leur héritage par leur mort accidentelle car ceulz de Montfort seroient leurs héritiers s'ilz estoient mors.
Jeanne et Anne s'allient alors plus ou moins, contre cette menace commune. La garde des enfants était alors confiée à Jeanne de Laval-Tinténiac et le gouvernement de leurs terres héritées de leur père à Louis de Loigny. Anne est encore alors sous la protection du roi puisqu'elle ne parle pas en son nom propre, mais accompagnée de Guillaume d'Orenge. 
Depuis le pourparlé du second mariage, la garde des enfants appartient à Jeanne et c'est à elle avant tout de défendre son statut de tutrice. Anne fait valoir le droit : Dans la coutume d'Anjou et du Maine, un remariage n'empêche pas la garde des enfants, comme le conteste Raoul de Montfort. Les enfants sont d'abord de Laval avant d'être de Bretagne.  
Il est précisé que ladicte Anne emploie ce que dit la dicte dame Jehanne. Anne confirme les dires de sa mère, et rajoute que la dicte requeste ne se doit point adrecier contre elle [...] n'a mie la puissance ne la garde de ses dits enfans, mais est enfermée par le fait de la dite dame Jehanne, sa mère.
L'affaire est conclue en faveur d'Anne, car la garde fut adjugée à celle-ci (Anne) par sentence de la justice du Mans, dont il y eut appel au Parlement, qui confirma ce jugement par un arrêt de l'an 1417.

### Famille
Catherine épouse Guy III de Chauvigny, seigneur de Châteauroux, vicomte de Brosse.
Avec Guy, elle a :
- François de Chauvigny, époux de Jeanne de Rais, file de René de Rais et d'Anne de Champagne.

Catherine meurt le 30 août 1450 ; elle est ensevelie dans la chapelle Saint-Claude en l'église des Cordeliers de Châteauroux.